# Gamasomorpha humilis
Gamasomorpha humilis là một loài nhện trong họ Oonopidae.
Loài này thuộc chi Gamasomorpha. Gamasomorpha humilis được Cândido Firmino de Mello-Leitão miêu tả năm 1920.